# 李芝妍
李 芝妍（LEE Jee Youn、イ・ジオン、1983年 - ）は、ウェザーニューズキャスターであり、おは天第8期韓国版おは天の元キャスター。韓国出身。

## 人物・略歴
- 韓国・釜山に生まれる。
- 動画番組「おは天」の第8期韓国キャスター。
- 2009年7月22日 - ウェザーニューズのインターネット動画番組SOLiVE24に出演。以降同番組キャスターを務める。
- 2010年12月20日以降、画面への露出が途絶えていたが、2011年1月24日のSOLiVE Koreaで復帰を果たした。

## 出演番組
2011年1月現在
ウェザーニューズ「SOLiVE24」
- 「SOLiVE Korea」（週4日程度）

OHA天キャスターのみ担当していた、韓国版のUPDATE 朝鮮語による
日本の天気（バイリンガル天気）も2011年1月から週数回担当している。

## 過去の出演番組
ウェザーニューズ「SOLiVE24」
- ソラマド ムーン（火・木担当、2009年7月22日 - 9月中旬頃）
- SOLiVE Asia
- SOLiVE トワイライト （水・木）

- おは天 韓国版担当